# Dombeya modesta
Dombeya modesta là một loài thực vật có hoa trong họ Cẩm quỳ. Loài này được Baker mô tả khoa học đầu tiên năm 1882.